# 東袋鼬
東袋鼬曾經生活在澳大利亞的大部分地區，後來受到人類活動的影響，現在只有在澳大利亞南部的塔斯馬尼亞島上才能見到牠們。塔斯馬尼亞島上的居民也很少見過東方袋鼬，一是因為牠們的數量越來越少，二是因為它們的夜行性。東袋鼬的樣子非常可愛，長著—張小老鼠的臉和毛茸茸的長尾巴，背部有白色的斑點。牠們雖然長得像老鼠，卻常常以老鼠為食，是老鼠的天敵。東袋鼬的大小接近家貓，體長約60厘米，體重約1.3千克。